# M 110
Messier 110 (англ. M 110, NGC 205, рус. Мессье 110) — карликовая эллиптическая галактика в созвездии Андромеды.

## История открытия
M 110 Шарль Мессье наблюдал в 1773 году. Журнал с этими наблюдениями был опубликован лишь в 1798 году. Сам Мессье не счёл нужным включать этот объект в свой каталог. В состав каталога Мессье этот объект был включён последним в 1966 году Кеннетом Глином Джонсом.
Независимо от этого открытия, Каролина Гершель обнаружила M 110 27 августа 1783 года. Уильям Гершель присвоил данному объекту номер H V.18 при включении его в свой каталог.

## Характеристики
M110 находится на расстоянии 2,9 миллиона световых лет от Земли. Этот объект является самым ярким спутником знаменитой Туманности Андромеды (М31) и, таким образом, входит в Местную группу галактик. Содержит пыль и проявляет некоторые признаки недавнего звездообразования, что необычно для галактик такого типа.
На восточном краю M110 находится самое яркое в галактике шаровое звёздное скопление Bol 20.

## Наблюдения
| M 110 в Созвездии Андромеды | M 110 рядом с галактикой Андромеда | В инфракрасном свете |

М 110 — объект, заметный даже в небольшие телескопы, но его детали не видны и в крупные любительские инструменты. Галактика более крупная и тусклая, чем M 32, другой спутник Галактики Андромеды, при наблюдениях выглядит немного сплющенной.